# Harahan
Harahan es una ciudad ubicada en la parroquia de Jefferson en el estado estadounidense de Luisiana. En el Censo de 2010 tenía una población de 9277 habitantes y una densidad poblacional de 1.436,19 personas por km².

## Geografía
Harahan se encuentra ubicada en las coordenadas 29°56′11″N 90°12′10″O / 29.93639, -90.20278. Según la Oficina del Censo de los Estados Unidos, Harahan tiene una superficie total de 6.46 km², de la cual 5.21 km² corresponden a tierra firme y (19.37%) 1.25 km² es agua.

## Demografía
Según el censo de 2010, había 9277 personas residiendo en Harahan. La densidad de población era de 1.436,19 hab./km². De los 9277 habitantes, Harahan estaba compuesto por el 94.45% blancos, el 2.19% eran afroamericanos, el 0.51% eran amerindios, el 1% eran asiáticos, el 0.03% eran isleños del Pacífico, el 0.93% eran de otras razas y el 0.89% pertenecían a dos o más razas. Del total de la población el 4.37% eran hispanos o latinos de cualquier raza.

## Educación
Las Escuelas Públicas de la Parroquia de Jefferson gestiona escuelas públicas.